# Jägaren (P150)
Jägaren (P150) byl první raketový člun švédského námořnictva. Po jeho zkouškách byla objednána stavba dalších plavidel příbuzné třídy Hugin. V závěru služby bylo plavidlo modifikováno pro službu v roli hlídkové lodě a používáno i ke zkouškám.

## Stavba
Při hledání náhrady za zastaralé torpédové čluny třídy T42 švédské námořnictvo zvolilo raketové čluny norské třídy Snøgg. K vyzkoušení celé koncepce byla zakoupena prototypová jednotka Jägaren (P151), postavená norskou loděnicí Bergens Mekaniske Verksteder. Do služby bylo plavidlo přijato 8. června 1972. Další tři roky probáhaly jeho zkoušky, na základě kterých roku 1975 následovala objednávka na sérii podobných raketových člunů třídy Hugin. V době jejich zařazení do služby bylo taktické číslo raketového člunu Jägaren změněno na (P150).

## Konstrukce

### Raketový člun
Elektroniku tvořil systém řízení palby 9LV00 Mk 2, navigační radar Terma Scanter 009 a sonar Simrad SQ3D/SF. Původní výzbroj tvořil jeden dvouúčelový 57mm kanón Bofors L/70 Mk1 v příďové dělové věži a šest protilodních střel Penguin Mk I. Protilodní střely bylo možno vyměnit za 35 námořních min či skluzavky pro hlubinné pumy. Pohonný systém tvořily dva diesely MTU 20V 672 TB90 o celkovém výkonu 7200 bhp. Lodní šrouby byly dva. Nejvyšší rychlost dosahovala 35 uzlů. Dosah činil 550 námořních mil.

### Hlídkový člun
V roce 1988 plavidlo prošlo přestavbou na hlídkový člun s taktickým označením (V150). Ponechán byl navigační radar, výzbroj byla omezena na jeden 40mm kanón a nový pohonný systém o nižším výkonu plavidlu dával nejvyšší rychlost 21 uzlů. Loď byla nadále používána také ke zkouškám.